# Río Rocha
Der Río Rocha ist einer der Quellflüsse des Río Caine und somit des Río Grande in Bolivien. 

## Verlauf
Der Río Rocha entspringt am Südhang der Sierra de Cochabamba östlich der Stadt Sacaba. Von dort aus durchquert der Fluss mit jahreszeitlich stark schwankender Wasserführung den Talkessel von Cochabamba und Quillacollo in westlicher Richtung. Nach 65 km wendet sich der Fluss in südöstlicher Richtung und vereinigt sich nach insgesamt 108 km auf einer Höhe von 2350 m mit dem Río Arque und trägt anschließend den Namen Río Caine. 
Der Río Caine geht später in den Rìo Grande über, der 1.438 km unterhalb der Quelle des Rìo Rocha in den Río Mamoré mündet.